# Mamuka Gorgodse
Mamuka Gorgodse (georgisch მამუკა გორგოძე; * 14. Juli 1984 in Tbilissi, Georgische SSR, UdSSR) ist ein nicht mehr aktiver georgischer Rugby-Union-Spieler. Er spielte auf der Position der Nummer Acht oder des Flanker (Flügelstürmer) und stand zuletzt beim französischen Top 14-Ligisten RC Toulon unter Vertrag. Für die Georgische Rugby-Union-Nationalmannschaft nahm er an vier Weltmeisterschaften teil.

## Leben und Karriere
Mamuka Gorgodse wechselte im Alter von 17 Jahren vom Basketball zum Rugby. Sein erster Verein in der höchsten georgischen Liga (Didi 10) waren die Lelo Saracens in Tiflis. Kurz darauf wurde Gorgodse in die Georgische Rugby-Union-Nationalmannschaft berufen und er debütierte 2003 gegen Spanien im Alter von nur 18 Jahren. Er nahm allerdings nicht an der Weltmeisterschaft im gleichen Jahr teil. 2004 wurde Gorgodse dann Stammspieler in der Nationalmannschaft.
2005 unterschrieb Mamuka Gorgodse einen Vertrag beim französischen Top 14-Verein Montpellier Hérault Rugby. Zunächst bekam er kaum Spielpraxis in der ersten Mannschaft, erst nach seiner Teilnahme an der Weltmeisterschaft 2007 wurde er ein Stammspieler bei Montpellier. In der Saison 2010/2011 erreichte Gorgodse mit Montpellier das Finale um die französische Meisterschaft, das jedoch gegen Stade Toulousain verloren wurde. Bei der anschließenden Weltmeisterschaft 2011 nahm Gorgodze an allen vier Spielen der georgischen Nationalmannschaft teil und wurde in zwei Spielen zum "Man of the match" gewählt. Im November 2013 unterschrieb er einen Vertrag für die Saison 2014/2015 beim Erstligisten RC Toulon. 2015 gewann er mit seiner Mannschaft den European Rugby Champions Cup. Bei der Weltmeisterschaft 2015 nahm Gorgodse als Kapitän an allen vier Spielen der georgischen Nationalmannschaft teil und legte zwei Versuche. 2016 und 2017 erreichte Mamuka Gorgodse mit Toulon das Finale der französischen Meisterschaft. Beide Finals wurden gegen Racing 92 (2016) und gegen ASM Clermont Auvergne (2017) verloren. Auch bei der Rugby-Union-Weltmeisterschaft 2019 nahm er an allen vier Spielen seiner Mannschaft teil, wobei er dreimal in der Startformation stand und einmal eingewechselt wurde. Im Jahr 2020 beendete Gorgodse seine Karriere.